# Labergement-lès-Auxonne
Labergement-lès-Auxonne är en kommun i departementet Côte-d'Or i regionen Bourgogne-Franche-Comté i östra Frankrike. Kommunen ligger i kantonen Auxonne som tillhör arrondissementet Dijon. År 2022 hade Labergement-lès-Auxonne 344 invånare.

## Befolkningsutveckling
Antalet invånare i kommunen Labergement-lès-Auxonne
Referens:INSEE